# Klarheit (Philosophie)
Das Wort Klarheit wird im philosophischen Kontext des Öfteren in einer spezifischen Bedeutung gebraucht; in der frühen Neuzeit ungefähr im Sinne von eindeutig erkennbar.

## Frühe Neuzeit
René Descartes spricht in ähnlichem Sinne wie schon scholastische Autoren 1637 von clare et distincte (Klarheit und Deutlichkeit). Klarheit und Deutlichkeit seien ein Kriterium der Wahrheit:
Darauf erwog ich im allgemeinen, was zur Wahrheit und Gewißheit eines Satzes […] gehört. Denn weil ich soeben einen gefunden hatte, den ich als wahr und gewiß erkannt, so meinte ich, müsse ich auch wissen, worin jene Gewißheit bestehe. Nun hatte ich bemerkt, dass in dem Satze: »ich denke, also bin ich« nichts weiter liegt, was mich von seiner Wahrheit überzeugt, als dass ich ganz klar (très clairement; manifestissime) einsehe, dass, um zu denken, man sein müsse. Darum meinte ich, als allgemeine Regel den Satz annehmen zu können: dass die Dinge, welche wir sehr klar und sehr deutlich (fort clairement et fort distinctement; valde delucide et distincte) begreifen, alle wahr sind; aber dass allein darin einige Schwierigkeit liege, wohl zu bemerken, welches die Dinge sind, die wir deutlich begreifen.
Nach Gottfried Wilhelm Leibniz ist die Klarheit einer Vorstellung ein Maß für ihre Übereinstimmung mit der Wirklichkeit. Er schrieb unter der Überschrift
Von den klaren und dunklen, deutlichen und verworrenen Vorstellungen:
„Unsere einfachen Vorstellungen sind klar, wenn sie ebenso sind, wie die Gegenstände selbst, von denen man sie empfängt, […]. Wenn das Gedächtnis sie auf diese Art bewahrt, so sind es in diesem Falle klare Vorstellungen, und in dem Maße, als es ihnen an dieser ursprünglichen Genauigkeit fehlt, oder sie, sozusagen, von ihrer ersten Frische verloren haben und mit der Zeit getrübt und verwelkt sind, in dem Maße sind sie dunkel.“

## 20. Jahrhundert
Im Kritischen Rationalismus ist Klarheit zusammen mit Einfachheit eine Eigenschaft, die Aussagen zukommt, die diese anderen Menschen leicht verständlich machen. Durch Klarheit werde die Falsifizierbarkeit von Aussagen besonders befördert.
Hans-Joachim Niemann gab einige Kriterien an, die für Klarheit im wissenschaftlichen Diskurs (aber nicht nur dort) gelten können:
- Immer das Sachproblem im Auge behalten, sich nicht in Sprachproblemen verlieren
- mehrdeutige Wörter, gehaltlose Aussagen meiden
- Kürze und Einfachheit anstreben
- leicht widerlegbare Sätze bevorzugen
- konkrete Beispiele finden
- das Bemühen um Verständlichkeit dem Leser vermitteln. (Karl Popper schrieb über Schopenhauer: „Er war ein aufrichtiger Denker; denn er tat alles, um sich verständlich auszudrücken.“)

Als Gegensatz zu Klarheit und Einfachheit findet sich bei Hans Albert der Begriff Imponierprosa für den aufgeblasenen Stil einiger Philosophen.